# R (Factortame Ltd) проти державного секретаря транспорту
R (Factortame Ltd) проти державного секретаря транспорту — судова справа, порушена проти уряду Сполученого Королівства компанією іспанських рибалок, які стверджували, що Сполучене Королівство порушило законодавство Європейської Унії (тоді право Спільнот), вимагаючи, щоб судна мали більшість британських власників, якщо вони мали бути зареєстровані у Сполученому Королівстві. У цій справі було винесено низку важливих рішень щодо британського конституційного права, і це був перший випадок, коли суди визнали, що вони мають повноваження обмежити застосування акта парламенту до розгляду в суді та, зрештою, скасувати цей акт, якщо буде визнано, що він суперечить законодавству ЄУ.
Судова тяганина була тривалою і зазвичай поділяється на п’ять основних етапів:
- Factortame I, де Високий суд Англії та Уельсу, а потім Палата лордів[en] (яка функціонувала як апеляційний суд останньої інстанції до 2009 року) звернулися до Суд Справедливости (ECJ) щодо законности вимоги Закону про торгове судноплавство 1988 року («MSA») щодо того, щоб рибальські судна Сполученого Королівства належали Сполученому Королівству на 75%. Після того, як Суд Справедливости підтвердив несумісність закону з законодавством ЄУ, Factortame побачив, що Палата лордів підтвердила примат права ЄУ над національним законодавством у сферах, де ЄС має компетенцію через приєднання Сполученого Королівства до договорів ЄУ.
- Factortame II, де Суд Справедливости постановив, що суди Сполученого Королівства мають не застосовувати положення MSA, якщо вони суперечать законодавству ЄУ.
- Factortame III, де Суд Справедливости постановив, що держава-член може нести відповідальність за збитки за позовом Європейської комісії про порушення законодавства ЄУ.
- Factortame IV, де Палата лордів постановила, що відшкодування збитків може бути присуджено державі-члену, як-от Сполученому Королівству, за збитки, понесені приватними особами відповідно до принципу Франкович проти Італії[2], згідно з яким правопорушення через порушення державного органу породжують приватноправовий позов від будь-кого, хто зазнав прямо пов’язаних збитків (також відомий як доктрина відповідальности держави).
- Factortame V, яка визнала, що позови, подані після 1996 року, є такими, що втратили строки подання, оскільки позови проти держави-члена ЄУ є такими ж, як і інші деліктні позови згідно з Законом про позовну давність 1980 року.

## Зміст
Спільна рибальська політика ЄУ, яка розпочалася в 1970 році, була спрямована на створення спільного ринку для рибних продуктів шляхом надання вільного доступу до вод усіх держав-членів і запровадження структурних фондів для забезпечення модернізації сектора. У 1976 році було досягнуто домовленості про те, що з 1 січня наступного року країни-члени розширять свою виключну економічну зону, яка включала межі їхніх рибальських зон, на відстань 200 морських миль (370 км) від їх берегової лінії. У 1980 році ЄС уклав угоду про рибальство з Іспанією, яка не стала членом ЄС до 1985 року, яка дала останній (яка мала найбільший рибальський флот у Європі) обмежені права на рибальство у водах держав-членів. У 1983 році занепокоєння щодо можливого впливу рівності доступу на рибальські запаси призвело до запровадження певних заходів контролю, зокрема концепції «загального допустимого вилову», яка встановлює максимальні квоти риби, яку може виловити кожна держава-член, і Закону про британські рибальські човни 1983 року (BFBA). У 1985 році з приєднанням Іспанії все змінилося, і BFBA більше не поширювався на іспанських рибалок.
З 1980 року, як ми бачили раніше, галицькі рибалки почали виходити на рибальський ринок Сполученого Королівства, скориставшись вимогами легкої реєстрації рибальських суден, які містяться в Законі про торговельне судноплавство 1894 року. (57 і 58 Vict. c. 60) Хоча закон 1894 року забороняв володіння суднами особам, які не є громадянами Сполученого Королівства, компаніям, які проживають у Сполученому Королівстві, дозволялося реєструватися як власники. Серед перших бенефіціарів закону 1894 року була Factortame Limited, компанія, директорами якої були Джозеф Дж. Л. Кусейро, Джон А. Кусейро та Кен Л. Кусейро, усі вони були британськими громадянами з іспанським корінням, які проживали та проживали у Сполученому Королівстві. Компанія разом із 96 іншими директорами та акціонерами яких були переважно іспанські громадяни, перереєструвала 53 судна, які раніше плавали під іспанським прапором, як британські рибальські судна відповідно до Закону 1894 року. Вони також придбали 42 наявні британські судна з метою використання їх у рибальській зоні. Більшість із цих суден вивантажили свій улов в Іспанії, але оскільки риба була виловлена у водах Сполученого Королівства, вона враховувалась у квотах Сполученого Королівства на вилов риби, практикою, відомою як «перестрибування квоти».
Щоб покласти край цій практиці, британський уряд ухвалив низку заходів, які виявилися в основному неефективними. У двох справах Високий суд Англії та Уельсу подав преюдиційні запити Європейському Суду Справедливости; на підставі якого обидві справи були програні HMG – див. Agegate (C-3/87, ECLI:EU:C:1989:650 ) і Jaderow (C-216/87, ECLI:EU:C:1989:651). У 1988 році Закон про торгове судноплавство 1988 року та Правила торговельного судноплавства (реєстрація рибальських суден) були введені в результаті, щоб замінити систему реєстрації, що міститься в Акті 1894 року, новою системою, згідно з якою судно могло бути зареєстроване, лише якщо воно мало «справжній і суттєвий зв’язок» із Сполученим Королівством. Щоб це було так, мали бути виконані три умови: (i) судно повинно належати Британії; (ii) судном потрібно було керувати, а його діяльністю мали керувати та контролювати з Сполученого Королівства; і (iii) будь-який фрахтувальник, менеджер або оператор повинен бути кваліфікованою особою або компанією. «Кваліфікована особа або компанія» — це особа, яка є британським громадянином і проживає у Сполученому Королівстві, або компанія, яка була зареєстрована у Сполученому Королівстві та має там основне місце діяльності, принаймні 75% акцій якої належать «кваліфікованим особам» і принаймні 75% її директорів.
Починаючи з 31 березня 1989 року, реєстрація рибальських суден відповідно до Закону 1894 року втрачає чинність, і власники повинні будуть пройти перереєстрацію відповідно до Закону 1988 року. Жодне із суден Factortame не могло задовольнити новим вимогам, і в грудні 1988 року його власники подали позов про судовий перегляд у відділеному суді Високого суду.

## Factortame I
Factortame Ltd вимагала, по-перше, попередньої судової заборони, проголошуючи, що протиправна частина Закону 1988 року не може бути застосована до них на тій підставі, що таке застосування суперечило б прямо діючим правам згідно із законодавством ЄС, зокрема праву не піддаватися дискримінації за ознакою національності (стаття 7 Римського договору), праву фізичних осіб і компаній засновувати свій бізнес будь-де в ЄС. (статті 43–48), а також право на участь у капіталі компаній, розташованих в іншій державі-члені (стаття 294). Заявники також вимагали видати наказ про заборону державному секретареві розглядати його реєстрації відповідно до Закону 1894 року як такі, що припинилися.
HMG стверджувала, що вимоги щодо реєстрації мають на меті гарантувати, що рибальські судна під британським прапором мали справжній зв’язок із Сполученим Королівством. Він стверджував, що міжнародне право надає кожній державі право визначати умови, за яких судно може плавати під її прапором, і що право Співтовариства не позбавило цього права. Також стверджувалося, що Акт 1988 року відповідає політиці Співтовариства щодо рибальства. У випадку, якщо це твердження виявилося помилковим.

### Верховний суд
10 березня 1989 року окружний суд (Neill LJ і Hodgson J) передав справу до Суд Справедливости (ECJ) для преюдиційного запиту відповідно до статті 234 Римського договору (справа C-221/89). Він запитав, чи сумісні вимоги щодо національності, місця проживання та контролю, встановлені державою-членом як умови для реєстрації рибальських суден, із законодавством Спільноти (тепер: право Європейської Унії). У той же час Суд надав судову заборону на застосування Закону 1988 року до винесення рішення Європейським Судом Справедливости. Виносячи своє судження, лорд-суддя Нейл заявив, що хоча право Спільноти є частиною англійського права і має перевагу у випадку конфлікту, можна сперечатися, чи існує конфлікт у цій справі; національний суд мав би прийняти рішення, яке зберігає status quo ante. HMG це не схвалило і передало справу до апеляційного суду.

### Апеляційний суд
22 березня 1989 року апеляційний суд (лорд Дональдсон MR, Bingham LJ і Mann LJ) скасував рішення окружного суду на тій підставі, що, хоча національний суд був зобов’язаний виконувати законодавство Спільноти, він не був зобов’язаний «відміняти національне законодавство на користь того, що є не більш ніж стверджуваним або припущеним правом Спільноти». Крім того, він не вважав, що окружний суд «визнав конституційну грандіозність, у сучасному вигляді закону, вимоги до державного секретаря діяти всупереч чітко вираженій волі парламенту, коли незаконність цього вираження ще не встановлена». На думку суду, окружний суд не матиме юрисдикції видавати судову заборону, доки Factortame не виграє справу перед Європейським Судом Справедливости.

### Палата лордів
Справа була порушена 18 травня 1989 року компанією Factortame перед Палатою лордів (лорд Брідж, лорд Брендон, лорд Олівер, лорд Гофф і лорд Джансі), яка підтримала рішення Апеляційного суду на тій підставі, що англійське законодавство не містить жодної норми, яка б дозволяла виносити попередню судову заборону на застосування акту парламенту. На думку лорда Бріджа, дві перешкоди стояли на шляху надання судової заборони. По-перше, запитуваний судовий захист вимагав від суду вжити позитивних заходів у формі скасування Закону 1988 року та застосування Закону 1894 року; якби Factortame не виграла справу в Європейському суді, Палата лордів «наділила б їх правами, що прямо суперечать суверенній волі Парламенту». По-друге, суд не мав юрисдикції виносити тимчасову судову заборону проти Корони.
Незважаючи на це, Лорд Брідж визнав, що кожна з цих перешкод підлягає будь-якій суперечній вимогі законодавства Спільноти. Це вимагало від Палати лордів визначити, чи існував незважаючи на позицію в національному законодавстві вищий принцип права Співтовариства, який зобов’язував національний суд, який зіткнувся з серйозно оспорюваною претензією на права, які мають пряму дію відповідно до законодавства Співтовариства, надати тимчасовий захист. Лорд Брідж дійшов висновку, що, оскільки немає чітких повноважень щодо цього питання, рішення Суду ЄС було необхідним, щоб Палата лордів могла винести рішення. У будь-якому випадку Палата була зобов’язана вимагати попереднього рішення згідно зі статтею 234 ЄС (тепер стаття 267 ДФЄС після Лісабонського договору), яка зобов’язує суди, «проти рішень яких немає засобів судового захисту згідно з національним законодавством», робити довідку. Це клопотання про попереднє рішення було доповнено до того, що вже було подано окружним судом щодо сумісності Акту 1988 року з правом Співтовариства.

### Європейський Суд Справедливости
Позов був поданий до Європейського Суду Справедливости 10 липня 1989 року (як справа C-213/89) Палатою лордів з проханням швидко розглянути цю справу, що вона справді й зробила, надавши цій справі пріоритет над іншими. До того часу вся справа розгорталася з великою швидкістю, і минуло лише шість місяців від її початку в окружному суді до рішення Палати лордів. У поставлених питаннях, по суті, ставилося питання про те, чи в обставинах справи право Співтовариства має перевагу над англійським правом і чи уповноважує, чи зобов’язує суди Сполученого Королівства видавати судову заборону, яку вимагає Factortame.
Генеральний адвокат Тесауро аргументував свою думку 17 травня 1990 року ( ECLI:EU:C:1990:216 ). Спочатку він зазначив, що судова заборона, яку вимагає Factortame, фактично буде доступна в усіх державах-членах, крім Сполученого Королівства та Данії. Потім він дійшов висновку, що національний суд повинен мати повноваження тимчасово скасувати національний закон, який суперечить праву Співтовариства, обґрунтувавши свій аргумент трьома підставами. Він нагадав, що у справі Simmenthal (справа 106/77) було встановлено, що положення законодавства Співтовариства, які мають пряму дію, створюють юридичні права, які можуть виконуватися особами з моменту набрання ними чинності, незалежно від будь-якого національного законодавства, що суперечить цьому. З прецедентного права Європейського Суду Справедливости також випливає, що правова система кожної держави-члена має визначити процедури, призначені для захисту прав, передбачених законодавством Співтовариства, і що ці процедури не повинні «бути адаптованими таким чином, щоб унеможливити на практиці реалізацію прав, які національні суди повинні захищати» (справа 61/79, Denkavit, ECLI:EU:C:1978:49 ). У цьому відношенні національні суди повинні застосовувати законодавство ЄУ за допомогою доступних національних процедур або, якщо це неможливо, з власної ініціативи. Зосереджуючись на аргументі Палати лордів про те, що вона не може тимчасово призупинити застосування національного закону, Генеральний адвокат підкреслив важливість тимчасових засобів захисту в кожній правовій системі, зазначивши, що їхня мета полягає в тому, щоб гарантувати, що час, необхідний для встановлення права, не позбавить це право будь-якої сутності. Крім того, він не вважав, що національні суди мають право надавати пріоритет національному законодавству лише тому, що воно ще не було доведено як несумісне з правом Спільноти; якби це було так, права, надані національним законодавством, мали б більший захист, ніж той, що надається правам, що надаються законодавством Спільноти.
19 червня 1990 року Суд Європейського Союзу (як «суд у повному складі» з 11 суддів) en banc виніс своє рішення  перефразувавши питання, поставлене так: «чи національний суд, який у справі, яка розглядається ним щодо права Співтовариства, вважає, що єдиною перешкодою, яка перешкоджає йому надати тимчасові засоби захисту, є норма національного права, повинен не застосовувати цю норму». Дотримуючись висновку Генерального адвоката, Європейський Суд Справедливости постановив, що національний суд фактично зобов’язаний надавати тимчасові засоби захисту, щоб захистити передбачувані права Співтовариства осіб, поки не буде прийнято рішення Європейського Суду Справедливости щодо тлумачення законодавства Співтовариства, і якщо норма національного права забороняє таку допомогу, скасувати це правило. Основа такого обов’язку лежить у природі та об’єкті прямо діючих прав Співтовариства, які мають бути повністю ефективними на всій території ЄС, і якщо необхідно вжити тимчасових заходів для захисту такого права, це повинен зробити національний суд. Це особливо вірно, коли національний суд очікує роз’яснення або тлумачення права, заявленого Європейським Судом Справедливости.

### Повернення справи до Палати Лордів
11 жовтня 1990 року Палата лордів винесла своє рішення у світлі рішення Суду ЄС і видала судову заборону на користь Factortame. З їхнього рішення випливають три основні питання, а саме наявність тимчасових засобів захисту проти корони, підстави, на яких такі засоби можуть бути надані, і вплив рішення на парламентський суверенітет. Лорд Ґофф визнав, що згідно із законодавством Спільноти тимчасовий захист у принципі повинен бути доступним проти Корони, а підставою для його надання є розділ 37 Закону про Верховний суд 1981 року (тепер називається Закон про суди вищої ланки 1981 року).
Приймаючи рішення про надання допомоги Factortame, Палата лордів керувалася двома факторами. По-перше, ймовірність того, що Factortame зазнає труднощів і втрат, якщо не буде надана допомога. По-друге, перспективи Factortame домогтися успіху в повному судовому розгляді справи після того, як Суд ЄС винесе своє рішення щодо сумісності Акта 1988 року; у зв'язку з цим Палата лордів взяла до уваги вказівки з першого рішення Суду ЄС про те, що аргументи Factortame мали «значну силу». Лорд Ґофф, однак, підкреслив, що в інших випадках суди не будуть легко або з готовністю виносити судові заборони проти Корони, які фактично перешкоджають Короні застосовувати національне законодавство.
Звертаючись до публічної критики, висловленої після рішення Суду ЄС, і передбачуваної ерозії парламентського суверенітету, лорд Брідж зауважив, що такі коментарі «базуються на помилковій уяві», і що відповідно до Закону про Європейські Спільноти 1972 року, закону, який регулює членство Сполученого Королівства в ЄС, «завжди було ясно, що це був обов’язок суду Сполученого Королівства під час винесення остаточного рішення, переважити будь-яку норму національного законодавства, яка суперечить будь-якій нормі права Співтовариства, що підлягає прямому виконанню». Подібно до того, як парламент запровадив законодавство для виправлення тих сфер законодавства Сполученого Королівства, які не відповідають стандартам, встановленим директивами, Палата лордів тепер виконувала те саме завдання, виносячи рішення щодо Factortame. У цьому відношенні не було нічого нового у визнанні верховенства права ЄС у сферах, до яких воно застосовується.
Ці коментарі були сприйняті сером Вільямом Вейдом як «революційні», оскільки лорд Брідж припускає, що Парламент, ухвалюючи Акт про Європейські Спільноти 1972 року, зумів неявно зв'язати своїх наступників від скасування цього Акту. Раніше вважалося, що жоден парламент ніколи не зможе зв'язати своїх наступників таким чином. У випадку, коли два закони суперечили один одному, традиційний підхід полягав у застосуванні пізнішого закону на підставі того, що суперечливі частини попереднього закону були скасовані.
Таке тлумачення справи підтримується заявами у справах Тоберн проти міської ради Сандерленда та Хант проти районної ради Хакні про те, що зараз існують дві форми актів Парламенту: звичайні акти, які можуть бути скасовані неявно, та «статутні» або «конституційні» акти, які можуть бути скасовані лише прямо. (Див., зокрема, рішення Laws LJ у справі Thoburn.) Тим не менш, не існує жодних обмежень щодо здатності Парламенту прямо скасовувати Акт про Європейські Спільноти 1972 року.
Крім того, при строгому тлумаченні ця справа не є порушенням парламентського суверенітету. Закон про торговельне судноплавство 1988 року не був цілеспрямованим і прямим конфліктом з правом ЄС, а радше спробою ввести в дію квоти на вилов риби, що вимагаються згідно з правом ЄС. Таким чином, суди не скасовували внутрішній Акт Парламенту, а намагалися тлумачити законодавство у спосіб, сумісний з договірними зобов'язаннями, що випливають з Акту про Європейські Спільноти 1972 року (як запропонував лорд Діплок у справі Ґарланд проти Британської залізничної інженерії). Ще належить з'ясувати, як суди відреагують на Акт Парламенту, який навмисно суперечить праву ЄС. Однак у справі Macarthys проти Сміта лорд Деннінг припустив, що в такому випадку суди будуть зобов'язані підкорятися національному законодавству, а не європейському.

## Сумісністьіз Factortame II
25 липня 1991 року Європейський Суд Справедливости виніс рішення у справі C-221/89 щодо питання, переданого Високим судом, а саме, чи умови для реєстрації рибальських суден згідно з Актом 1988 року були сумісними з законодавством Спільноти. Погоджуючись із думкою генерального адвоката Мішо, суд (засідаючи у повному складі з 11 суддів) en banc постановив, що «держави-члени повинні визначати... умови, які повинні бути виконані для того, щоб судно було зареєстроване в їхніх реєстрах і надано право плавати під їхнім прапором, але, здійснюючи це повноваження, держави-члени повинні дотримуватися норм права Співтовариства». Зокрема, умови реєстрації не повинні становити перешкоди для громадян однієї держави-члена заснувати бізнес на території іншої держави-члена (свобода заснування), а також вони не повинні дискримінувати на основі національності.
У цьому випадку Європейський Суд Справедливости визнав вимоги громадянства в Законі про торгове судноплавство 1988 року дискримінаційними та такими, що суперечать статті 43 ЄС, як обмеження свободи заснування. Це також порушило статті 12 і 221 ЄС. Умови проживання та місця проживання також порушували статтю 43. По суті, запровадивши вимогу, що базується на місці проживання та постійному місці проживання особи, Закон ввів несправедливе розмежування між громадянами Сполученого Королівства та громадянами інших держав-членів, оскільки «переважна більшість громадян [Сполученого Королівства] є резидентами та проживають у цій державі, а отже, автоматично відповідають цій вимозі, тоді як громадяни інших держав-членів у більшості випадків повинні були б перенести своє місце проживання та місцеперебування до [Сполученого Королівства], щоб відповідати вимогам вимог [Закону 1988 року]". Щодо умови про те, що судно має управлятися та його операціями слід керувати з Сполученого Королівства, Європейський Суд Справедливости визнав, однак, що ця вимога була сумісною з законодавством Співтовариства.
Уряд Сполученого Королівства стверджував, що умови, встановлені Законом 1988 року, були виправданими на тій підставі, що Спільна рибальська політика допускала систему національних квот, а Закон 1988 року забезпечував ефективність цієї системи. Це було відхилено Судом ЄС, який заявив, що критерії реєстрації рибальських суден дозволені, але не там, де вони порушують законодавство Співтовариства. У цьому відношенні уряд Сполученого Королівства мав право запровадити умови, які забезпечували б існування «реального економічного зв’язку» між судном і державою реєстрації, але такий зв’язок мав «стосуватися лише відносин між операціями судна та населенням, що залежить від рибальства та пов’язаних з ним галузей промисловості». Іншими словами, уряд Сполученого Королівства міг би встановити умови, які захищали рибальські громади Сполученого Королівства від наслідків відкриття національних рибальських вод для інших держав-членів, але він не міг цього зробити через встановлення чітких умов громадянства та проживання.

## Державна відповідальністьFactortame III
Після другого рішення Суду ЄС справу знову повернули до Високого суду, який 18 листопада 1992 року запросив третє рішення Суду ЄС щодо умов, за яких держава-член може нести відповідальність за шкоду, заподіяну особам порушенням законодавства Співтовариства, що відноситься до цієї держави. Приблизно в той самий час Федеральний суд Німеччини звернувся з проханням винести рішення щодо подібного питання у справі Brasserie du Pêcheur проти Бундесреспубліки Німеччини, тому дві справи (C46/93 та C48/93) були об’єднані.
У той час Європейський суд щойно виніс рішення у справі Франковича ( ECLI:EU:C:1991:428 ), яке встановило принцип, згідно з яким «держава повинна нести відповідальність за збитки та шкоду, заподіяну особам внаслідок порушення права Співтовариства». Справа Factortame надала суду можливість детально розкрити принципи, що лежать в основі відповідальності держав-членів. Це був випадок, у який втрутилися майже всі держави-члени, щоб відмовити, повністю чи істотно, в праві вимагати відшкодування збитків; Сполучене Королівство визнало, що таке право в принципі існує. У Договір ЄС прямо не йдеться про наслідки порушення законодавства Співтовариства державою-членом, тому саме суд мав винести рішення щодо цього питання, враховуючи «фундаментальні принципи правової системи Співтовариства та, у разі необхідності, загальні принципи, спільні для правових систем держав-членів».
У своєму рішенні від 5 березня 1996 року суд у складі дев’яти суддів en banc підтвердив право на відшкодування та заявив, що воно існує незалежно від того, чи має дане положення законодавства Співтовариства пряму дію. Крім того, цей принцип застосовується до будь-якого випадку, коли держава-член порушує законодавство Співтовариства, незалежно від того, який орган держави несе відповідальність за порушення. Європейський суд відхилив твердження про те, що право на відшкодування вимагає запровадження законодавства ЄС і що наявність збитків має вирішуватися в кожному випадку на основі національного законодавства відповідної держави.
Суд окреслив умови, за яких буде встановлено відповідальність. Він підкреслив, що такі умови не можуть, за відсутності конкретного обґрунтування, відрізнятися від умов, застосовних до відповідальності Співтовариства за аналогічних обставин. Крім того, право на відшкодування буде залежати від характеру відповідного порушення законодавства Співтовариства та обсягу дискреційних повноважень, доступних відповідній державі. Умови:
1. верховенство права, яке порушується, повинно мати на меті надання прав особам;
2. порушення має бути достатньо серйозним;
3. має бути прямий причинно-наслідковий зв’язок між порушенням зобов’язання та шкодою, яку зазнала потерпіла сторона.

У випадку, коли держава використовувала широкі дискреційні повноваження у прийнятті законодавства, яке порушувало право Співтовариства (як це було у справі Factortame), щоб порушення було «достатньо серйозним», воно має бути «явним» і «серйозним». Національні суди мають юрисдикцію вирішувати, як характеризувати порушення, про яке йдеться, беручи до уваги ясність і точність порушеного правила Співтовариства, чи була шкода навмисною чи мимовільною, чи можна було вибачити будь-яку помилку в законі та чи сприяла установа Співтовариства прийняттю або збереженню протилежних національних заходів або практики. Ці ж умови стосуються відповідальності держави за шкоду, заподіяну за рішенням судового органу останньої інстанції.

## ПравоFactortame IVна відшкодування збитків
Справа повернулася до окружного суду (Hobhouse LJ, Collins J та Moses LJ), який 31 липня 1997 року постановив, що Уряд Сполученого Королівства вчинив досить серйозне порушення законодавства Співтовариства, прийнявши протиправні положення Закону про торговельне судноплавство 1988 року, і що це порушення призвело до збитків, які Factortame повинна була відшкодовувати. Суд відхилив вимогу Factortame про зразкове відшкодування збитків. Рішення було оскаржене Урядом Сполученого Королівства до Апеляційного суду (лорд Вульф М.Р., Шиманн Л.Д. та Вокер Л.Д.), який відхилив апеляцію 8 квітня 1998 р. Уряд Сполученого Королівства знову подав апеляцію до Палати лордів (лорд Слінн, лорд Ніколлс, лорд Гофман, лорд Клайд та лорд Хоуп).
Палата лордів одноголосно ухвалила рішення на користь Factortame 28 жовтня 1999 року. Він відхилив аргумент про те, що довіра HMG до юридичної консультації під час прийняття Закону 1988 року не позбавила порушення його серйозного та явного характеру. Однак суд визнав, що уряд діяв добросовісно, ухвалюючи Закон. Тим не менш, уряд усвідомлював ризик, який він наражав на таке законодавство, і він зробив усе можливе, щоб забезпечити, щоб рибалки не могли отримати тимчасовий захист проти застосування Закону. Тепер справу буде повернено до окружного суду для визначення суми збитків.
У березні 2000 року Factortame та інші позивачі (приблизно 90 англо-іспанських рибальських компаній) прийняли пропозицію державного секретаря про врегулювання. Згідно з умовами врегулювання, позивачі, які спочатку вимагали 285 мільйонів фунтів стерлінгів, отримали 55 мільйонів фунтів стерлінгів, включаючи відсотки у розмірі близько 26 мільйонів фунтів стерлінгів.

## Проблеми з обмеженнямиFactortame V
27 листопада 2000 року суддя Тулмін у Суді з питань технологій та будівництва (підрозділ Високого суду) постановив, що відповідно до Закону про позовну давність 1980 року позови Factortame проти уряду Сполученого Королівства є «позовами, що ґрунтуються на делікті», а отже, до них застосовується шестирічний строк позовної давності. Це означало, що інші позови проти Закону про торговельне судноплавство 1988 року будуть прийнятними лише в тому випадку, якщо вони були подані до 10 липня 1996 року (тобто через шість років після рішення Палати лордів від 9 липня 1990 року про надання Factortame тимчасового захисту), в іншому випадку такі позови вважалися такими, що втратили чинність закону. Таким чином, суддя відхилив позовні вимоги Factortame щодо інших рибальських суден, яким було відмовлено в реєстрації відповідно до Закону 1988 року, але які не були частиною первісного позову, поданого в 1988 році, і не були заявлені до липня 1996 року.
Суддя також відхилив спробу Factortame отримати відшкодування за образу почуттів та обтяжливі збитки, спричинені порушенням законодавства Співтовариства з боку HMG. Factortame стверджувала, що позови про дискримінацію за європейським правом в цілому можна порівняти з позовами про дискримінацію фізичних осіб за Законом про расові відносини 1976 року. Суддя Тулмін не погодився з цим твердженням, підкресливши, що таке відшкодування присуджується лише у випадках, коли порушення, про яке йдеться, завдало шкоди самооцінці позивача.

## Значимість
Справа Factortame викликала велику кількість наукових дебатів щодо того, чи можна її узгодити з ідеєю верховенства законодавчої влади, як це висловив Дайсі. Сер Вільям Вейд стверджує, що рішення у справі Factortame змінює Rule of Recognition.
Питання про те, чи парламент Сполученого Королівства чи Суд Справедливости мали остаточний суверенітет над законами Європейської Спільноти, які застосовувалися до Сполученого Королівства, все ще є предметом гострих правових дебатів і суперечливих поглядів. До Brexit (31 січня 2020 року) Сполучене Королівство визнавало верховенство Суду Справедливости щодо тих сфер права, у яких ЄУ має компетенцію. Однак у справі Macarthys Ltd проти Сміта лорд Деннінг MR сказав: «Якщо настане час, коли наш парламент навмисно прийме закон — з наміром скасувати Договір або будь-яке положення в ньому — або навмисно діяти несумісно з ним — і стверджуватиме це прямо — тоді ... обов’язком наших судів буде дотримуватися статуту нашого парламенту».
Цю точку зору щодо суверенітету Сполученого Королівства підтримав лорд-суддя Лоуз у справі «Тоберн проти міської ради Сандерленда», коли він сказав, що «в Законі про Європейські Спільноти 1972 року немає нічого, що дозволяло б Європейському суду чи будь-якій іншій інституції ЄС торкатися або кваліфікувати умови законодавчого верховенства парламенту у Сполученому Королівстві... У зв’язку з цим законодавчі та судові установи ЄУ не можуть порушувати ці умови».
Те, що європейське право має пріоритет над правом Сполученого Королівства, багато разів заявлялося в європейських судах. У справі ЄС 6/64 Коста проти ENEL (1964 р.) Суд Справедливости заявив, що «держави-члени обмежили свої суверенні права, хоча й у обмежених сферах». У справі 26/62 Ван Ґенд ен Лоос проти Нідерландської податкової адміністрації (1963) їх рішення стверджує, що «Спільнота становить новий правовий порядок міжнародного права, на користь якого держави обмежили свої суверенні права».
Питання про те, хто має остаточну kompetenz-kompetenz (тобто право вирішувати межі юрисдикції Європейського Суду Справедливости) вирішено.